# Marauna punctatissima
Marauna punctatissima är en skalbaggsart som beskrevs av Martins och Maria Helena M. Galileo 2006. Marauna punctatissima ingår i släktet Marauna och familjen långhorningar. Inga underarter finns listade i Catalogue of Life.